# 森永千才
森永千才（日语：／ Morinaga Chitose，1月8日—），是日本的女性聲優，Stay Luck所屬。

## 人物
出身神奈川縣，身高170公分。
2014年以出演动画《精灵使的剑舞》中的女学生而作为声优出道。
同年10月19日在电视节目中以声优一年级生的身份出演。
声音音调较高，在事务所内会使用各种音色。
2019年4月30日離開Sigma Seven e，10月1日加入Stay Luck。

## 演出作品
※粗體字代表主要角色。

### 電視動畫
2014年
- 精靈使的劍舞（女學生）
- Selector spread WIXOSS（女學生）
- 灰色的果實（女學生2）
- 四月是你的謊言（小孩）

2015年
- 偵探歌劇 少女福爾摩斯TD（哈莫妮〈白〉[2]）
- 終結的熾天使（文繪）
- 你好！！黃金拼圖（女學生A）
- 學戰都市Asterisk（女學生）
- 我被綁架到貴族女校當「庶民樣本」（神領可憐[3]）

2016年
- 莉露莉露妖精～妖精之門～（滑子、繪里、ハッピー）
- 學戰都市Asterisk 第2期（芙蘿拉·克蕾姆）
- 偶像學園STARS！（學生）
- Anne Happy ♪（貓尾草、狹山椿）
- 高校艦隊（緹雅·克魯采）
- Tales of Zestiria the X 第1期（嘉內特）
- NEW GAME!（阿波根海子[4]）
- 齊木楠雄的災難（女性C）
- TRICKSTER －來自江戶川亂步「少年偵探團」－（遠藤美子）

2017年
- Frame Arms Girl 骨裝機娘（栗子）
- 沒有藥給我的哥哥！-快把我哥帶走-（妙妙、櫃檯）
- 異世界食堂（女性）
- NEW GAME!!（阿波根海子）
- 地獄少女 宵伽（前輩藝人）
- URAHARA（白子）
- 3月的獅子 第2期（木村、女學生、女性1）

2018年
- 3月的獅子 第2期（學生2、店員）
- 爆肝工程師的異世界狂想曲（木精）
- 多田君不戀愛（來賓）
- 刀劍神域外傳Gun Gale Online（冬馬／米蘭·斯德諾娃）
- 工作細胞（紅血球4、血小板4、造血幹細胞2、血小板3、紅血球9、紅血球2）
- 天空與海洋之間（瑪醬）
- 魔法禁書目錄III（手鹽惠未）

2019年
- 粉彩回憶（扭曲兔子[5]）
- 格林筆記 The Animation（年輕女子B、小孩B）
- RobiHachi（女兒）
- 實況主的逃脫遊戲【直播中】（パカメラ）
- 喜歡本大爺的竟然就妳一個？（女學生）
- 入間同學入魔了！（嘎子）

2020年
- 地縛少年花子君（勿怪B）
- Healin' Good ♥ 光之美少女（艾蜜莉・史密斯）
- 游戏王SEVENS（ヌードル宇宙子）

2021年
- 工作細胞!!（血小板）
- 魔法水果籃（女學生）
- 入間同學入魔了！（第2期）（嘎子、蜜姬、綠髮男孩）
- 龍先生、想要買個家。（コカトリス）
- 冰冰冰 冰淇淋君（奇奇）
- 狂熱深淵 迷失的孩子（CM吉祥物、納迪亞、英語廣播〈女性〉）
- 進化果實～不知不覺踏上勝利的人生～（蕾雅·法爾莎）

2022年
- 約會大作戰IV（高城弘貴）
- 冰冰冰 冰淇淋君2（奇奇）
- 影宅 -2nd Season-
- 神渣☆偶像（新粉絲）
- 遊戲王GO RUSH（ヴィーナス・ガニ子、ヴィーナス・ガニ美）
- 聖劍傳說 Legend of Mana -The Teardrop Crystal-（草人[6]）
- 入間同學入魔了！（第3期）（嘎子）
- POP TEAM EPIC（第2期）（宇宙人、小白人B、企鵝）

2023年
- Buddy Daddies 殺手奶爸（一般人）
- 淪落者之夜（莫莉[7]）
- 久保同學不放過我（女學生A）
- 怕痛的我，把防禦力點滿就對了2（小白、炎帝之國公會員）
- 福星小子（薑[8]）
- 真·進化果實～不知不覺踏上勝利的人生～（蕾雅·法爾莎）
- 機戰少女Alice Expansion（神宮寺真理、萬場盟華）
- 其實，我是最強的？（小巨[9]、魔法少女、CureCure）
- 放學後少年花子君（勿怪B[10]）
- 某大叔的VRMMO活動記（比卡莎[11]）

2024年
- 福星小子 第2期（薑）
- 戰國妖狐（鴉）
- 吸血鬼男子宿舍（瑪麗安、女孩子）
- Unnamed Memory 無名記憶（那克[12]）
- 深夜Punch（試音會強盜）
- 神之塔 第2期（廣播）
- 刀劍神域外傳Gun Gale Online II（冬馬／米蘭·斯德諾娃）
- 妖怪學校的菜鳥老師！（棉花糖[13]）

2025年
- Unnamed Memory 無名記憶 Act.2（那克[14]）
- 平凡上班族到異世界當上了四天王的故事（歐露露[15]）
- 地縛少年花子君2（勿怪B[16]）
- 中禪寺老師妖怪講義錄 解謎就交給老師。（石榴[17]）

### OVA
2014年
- 偷×看（社團成員C）

2017年
- 高校艦隊（緹雅·克魯采）

### 劇場版動畫
2015年
- LoveLive! 學園偶像電影

2021年
- 宇宙戰艦大和號2205 新的旅程（キャロライン雷電、リーザ・スケルジ）

2024年
- 永遠的大和號 REBEL3199 第一章 黑之侵略（キャロライン雷電[18]）

### 遊戲
2015年
- 極限凸起 萌萌水晶（日语：限界凸起 モエロクリスタル）（風神）
- Toys Drive（立原唯、宿世川雪乃、琳蒂·由利[19]）
- 夏色高校★青春白書（櫻宮愛莉絲）
- 封印勇者（飛兔龍文的獸使·莉菲、召喚教授·伊利亞）
- ゆるっと麻雀（バーネット・ウル・ウンディーナ）
- 競速女孩（真瀨拉法艾拉）

2016年
- 就算叫我去工作我也 酉（哈魯娣尼亞·可魯多達[20]）
- 問答RPG 魔法使與黑貓維茲（蔻比修）
- 白貓Project （蕾娜）

2018年
- 閃耀幻想曲（阿波根海子、リシュカ、貓尾草、狹山椿）
- 天華百劍-斬（陸奥守吉行）
- Fate/Grand Order（布拉達曼特）

2019年
- 侍魂（色）
- 塗鴉大亂鬥（ウルク）

2021年
- 明日方舟（贝娜）
- 蔚藍檔案（河和靜子）

2023年
- 魔法禁书目录 幻想收束（手盐惠未）
- 宿命迴響（四季・夏）

### 音樂CD
| 發售日期 | 標題                                                  | 名義               | 樂曲                           | 商業搭配                       |
| 2016年   | 2016年                                                | 2016年             | 2016年                         | 2016年                         |
| -------- | ----------------------------------------------------- | ------------------ | ------------------------------ | ------------------------------ |
| 6月29日  | あんハピ♪ キャラクターソングシリーズ2 ぼたん&チモシー | 貓尾草（森永千才） | 「ミチノチモシーキミノキモチ」 | 電視動畫「Anne Happy ♪」角色歌 |

## 外部連結
- （日語）事務所公開簡歷
- （日語）森永千才的X（前Twitter）